# هندی فیجی
هندیِ فیجی زبان هندی‌تباران فیجی است. این زبان از زبان اودهی مشتق‌شده و دربرگیرندهٔ وامواژگان فراوانی از زبان‌های انگلیسی و فیجی است. همچنین واژگان چندی نیز بر حسب نیاز در این زبان و مستقل از زبان اودهی ساخته‌شده‌است.

## برخی شمارگان ترکیبی در هندی فیجی
| فارسی   | هندی به خط دیواناگریt | هندی به خط لاتین | هندی فیجی با خط لاتین |
| ------- | --------------------- | ---------------- | --------------------- |
| بیست‌ویک | इक्कीस                  | ikkiis           | bis aur ek            |
| بیست‌ودو | बाईस                   | baaiis           | bis aur dui           |
| بیست‌وسه | तेईस                   | teiis            | bis aur teen          |
| سی‌ویک   | इकत्तीस                 | ikatiis          | tiis aur ek           |
| سی‌ودو   | बत्तीस                  | battiis          | tiis aur dui          |
| سی‌وسه   | तैंतीस                   | taintiis         | tiis aur teen         |
| چهل‌ویک  | इकतालीस                 | ekatalis         | chaalis aur ek        |
| چهل‌ودو  | बयालीस                  | bayaalis         | chaalis aur dui       |
| چهل‌وسه  | तैंतालीस                  | taintaalis       | chaalis aur teen      |